# 戈爾登 (新墨西哥州)
戈爾登（英語：Golden）是位於美國新墨西哥州聖菲縣的普查規定居民點。

## 人口
根據2020年美國人口普查的數據，戈爾登的面積為17.42平方千米，皆為陸地。當地共有人口19人，而人口密度為每平方千米1.09人。